# Bento Ribeiro
Bento Ribeiro és un barri de classe mitjana en la Zona nord de Rio de Janeiro, Brasil. És una àrea suburbana a prop de Marechal Hermes i Oswaldo Cruz i Vila Valqueire, Rio de Janeiro.
Bento Ribeiro deu el seu nom a Bento Manuel Ribeiro Carneiro Monteiro, alcalde de Rio de Janeiro entre 1910 i 1914. És on va néixer el jugador de futbol professional Ronaldo i el lloc on la presentadora de televisió Xuxa va viure en la seva infantesa.